# Szwedzka Formuła 3 Sezon 1985
1985 – dwudziesty drugi sezon Szwedzkiej Formuły 3.

## Kalendarz wyścigów
| Runda | Data       | Tor        | Pole position     | Najszybsze okrążenie | Zwycięzca (kierowcy) | Zwycięzca (zespoły) |
| ----- | ---------- | ---------- | ----------------- | -------------------- | -------------------- | ------------------- |
| 1     | 12 maja    | Anderstorp | Steven Andskär    | Steven Andskär       | Steven Andskär       | The Swedish Lions   |
| 2     | 16 czerwca | Anderstorp | Thomas Danielsson | Tryggve Grönvall     | Steven Andskär       | The Swedish Lions   |
| 3     | 7 lipca    | Falkenberg | Thomas Danielsson | Joakim Lindström     | Thomas Danielsson    | The Swedish Lions   |
| 4     | 28 lipca   | Götene     | Thomas Danielsson | ?                    | Thomas Danielsson    | The Swedish Lions   |
| 5     | 4 sierpnia | Kågeröd    | Thomas Danielsson | Thomas Danielsson    | Thomas Danielsson    | The Swedish Lions   |
| 6     | 1 września | Karlskoga  | Joakim Lindström  | Thomas Danielsson    | Joakim Lindström     | Team Joakim Racing  |

## Klasyfikacja kierowców
| Legenda oznaczeń w tabelach wyników Wyświetl szablon na nowej stronie | Legenda oznaczeń w tabelach wyników Wyświetl szablon na nowej stronie                                                                     |
| Oznaczenie                                                            | Wyjaśnienie |
| --------------------------------------------------------------------- | --- |
| Złoty                                                                 | Zwycięzca lub mistrzostwo |
| Srebrny                                                               | 2. miejsce lub wicemistrzostwo |
| Brązowy                                                               | 3. miejsce lub II wicemistrzostwo |
| Zielony                                                               | Ukończył, punktował (w klasyfikacji generalnej, gdy zdobył co najmniej jeden punkt na przestrzeni sezonu, poza trzema powyższymi opcjami) |
| Niebieski                                                             | Ukończył, nie punktował (w klasyfikacji generalnej, gdy nie zdobył co najmniej jednego punktu na przestrzeni sezonu)                      |
| Czerwony                                                              | Nie zakwalifikował się (NZ) |
| Czerwony                                                              | Nie prekwalifikował się (NPK) |
| Różowy                                                                | Nie ukończył (NU) |
| Różowy                                                                | Niesklasyfikowany (NS) (w klasyfikacji generalnej, gdy nie został sklasyfikowany w żadnym wyścigu sezonu)                                 |
| Czarny                                                                | Zdyskwalifikowany (DK) |
| Czarny                                                                | Wykluczony (WYK/EX) |
| Biały                                                                 | Nie wystartował (NW) |
| Biały                                                                 | Kontuzjowany (K/INJ) |
| Biały                                                                 | Wyścig odwołany (OD/C) |
| Bez koloru                                                            | Został wycofany (WYC/WD) |
| Bez koloru                                                            | Nie przybył (NP/DNA) |
| Bez koloru                                                            | Nie brał udziału w treningach (NT/DNP) |
| Bez koloru                                                            | Nie został zgłoszony (–) |
| Pogrubienie                                                           | Start z pole position |
| Kursywa                                                               | Najszybsze okrążenie wyścigu |
| †                                                                     | Nie ukończył, ale jego rezultat został zaliczony ze względu na przejechanie więcej niż 90% dystansu wyścigu.                              |
| *                                                                     | Sezon w trakcie |
| 1/2/3                                                                 | Punktowana pozycja w sprincie kwalifikacyjnym                                                                                             |
| Lista systemów punktacji Formuły 1                                    | |

| Poz. | Kierowca           | Zespół                 | AND | AND | FLK | KIN | KNT | KRL | Punkty |
| ---- | ------------------ | ---------------------- | --- | --- | --- | --- | --- | --- | ------ |
| 1    | Thomas Danielsson  | The Swedish Lions      | NU  | NU  | 1   | 1   | 1   | 2   | 75     |
| 2    | Steven Andskär     | The Swedish Lions      | 1   | 1   | 17  | 2   | 8   | 3   | 70     |
| 3    | Leif Lindström     | The Swedish Lions      | 3   | 7   | 2   | 5   | 4   | 4   | 55     |
| 4    | Michael Johansson  | MK Scandia             | 8   | NU  | 3   | 3   | 2   | 6   | 48     |
| 5    | Håkan Olausson     | Team Quality           | 2   | 3   | 5   | 4   | NU  | 8   | 48     |
| 6    | Hasse Thaung       | The Swedish Lions      | 6   | NU  | 4   | 8   | 3   | 5   | 39     |
| 7    | Joakim Lindström   | Team Joakim Racing     | 5   | 8   | 12  | 6   | NU  | 1   | 37     |
| 8    | Johan Rajamäki     | Karlskoga MK           | 4   | 2   | 9   | 10  | 7   | 7   | 35     |
| 9    | Sonny Johansson    | Anderstorp RC          | 10  | 4   | 8   | 13  | 5   | 10  | 23     |
| 10   | Ronnie Peterson    | Auto Alfa Racing       | 7   | 5   | 6   | 9   | NU  | NU  | 20     |
| 11   | Leo Andersson      | Falkenbergs MK         | -   | -   | 10  | -   | 6   | -   | 7      |
| 12   | Sigurd Krane       | NMK Romerike           | 12  | 6   | 16  | 16  | NU  | 13  | 6      |
| 13   | Christer Offason   | F3 Magazine            | NU  | 9   | NU  | 7   | NU  | NW  | 6      |
| 14   | Thorbjörn Carlsson | Halmstad AK            | NU  | NU  | 7   | -   | NU  | -   | 4      |
| 15   | Jan Nilsson        | Karlskoga MK           | 9   | NU  | NU  | NU  | -   | 9   | 4      |
| 16   | Ulf Johansson      | Södertälje KRC         | 13  | 12  | NU  | NU  | 9   | 12  | 2      |
| 17   | Nicke Blom         | Benetton               | 11  | 10  | 15  | 14  | NU  | NU  | 1      |
| NS   | Lars Schneider     | Schneiders MC AB       | NU  | NU  | 11  | -   | -   | 11  | 0      |
| NS   | Sami Pensala       | Kuomu Sport            | -   | 11  | -   | -   | -   | -   | 0      |
| NS   | Mats Karlsson      | Katrineholms MK        | NU  | NU  | -   | 11  | -   | -   | 0      |
| NS   | Mikael Nordlander  | SSK                    | -   | NU  | NU  | 12  | NU  | NU  | 0      |
| NS   | Tryggve Grönvall   | Tempo Racing Team      | -   | NU  | 13  | 15  | -   | -   | 0      |
| NS   | Anders Sjögren     | Skövde Racing          | 14  | -   | NW  | NU  | -   | 14  | 0      |
| NS   | Bo-Inge Gustavsson | Hässleholms MK         | NU  | -   | 14  | -   | -   | 15  | 0      |
| NS   | Claes-Göran Bäck   | AFA Motorsport         | NU  | NU  | NU  | -   | -   | -   | 0      |
| NS   | Bo Martinsson      | Team Magnum England    | -   | -   | NU  | -   | NU  | NU  | 0      |
| NS   | Anders Ulfsson     | Team Kronoberg         | -   | -   | NU  | -   | -   | -   | 0      |
| NS   | Hans Edvinsson     | Speedwin Motorsport    | -   | -   | -   | -   | NU  | -   | 0      |
| NS   | Harald Huysman     | Eddie Jordan Racing    | -   | -   | -   | -   | NU  | -   | 0      |
| NS   | Jan Brunstedt      | Bridgestone Motorsport | NW  | -   | -   | -   | -   | -   | 0      |